# Anisodes subrubrata
Anisodes subrubrata là một loài bướm đêm trong họ Geometridae.